# سیاه راه
سیاه راه فیلمی به کارگردانی کوپال مشکوت و نویسندگی محمود استادمحمد محصول سال ۱۳۶۳ است.

## خلاصه داستان
امیر اسد خان برای آن که دو پسر معتادش فریدون و فرخ را از دام اعتیاد برهاند آن دو را در اتاقی حبس می‌کند، و راه رسیدن مواد مخدر را روی آن‌ها می‌بندد، اما فریدون و فرخ به هر تمهید هرویین خود را فراهم می‌کنند...

## بازیگران
- عنایت‌الله بخشی
- آهو خردمند
- محمود استادمحمد
- جلیل فرجاد
- رضا ژیان
- سرور رجایی
- ناهید ظفر
- جمشید لایق
- کاظم بلوچی
- ارجمنت بالاغ‌اوغلو
- خسرو امیرصادقی
- یمین ایلخانی
- نعمت حقیقی
- ایرج سرباز
- میرصلاح حسینی